# Farkasboroszlán
A farkasboroszlán (Daphne mezereum) a mályvavirágúak (Malvales) rendjébe és a boroszlánfélék (Thymelaeaceae) családjába tartozó, lombhullató, felálló szárú kis cserjefaj. Termése mérgező.

## Származás, elterjedése
Csaknem egész Európában honos a Pireneusoktól, Dél-Olaszországtól és a Balkántól észak felé egészen Norvégiáig, keleten Szibériáig. A Kaukázusban és Anatóliában is megtalálható. A Mátrából Kitaibel Pál írta le.

## Megjelenése, felépítése

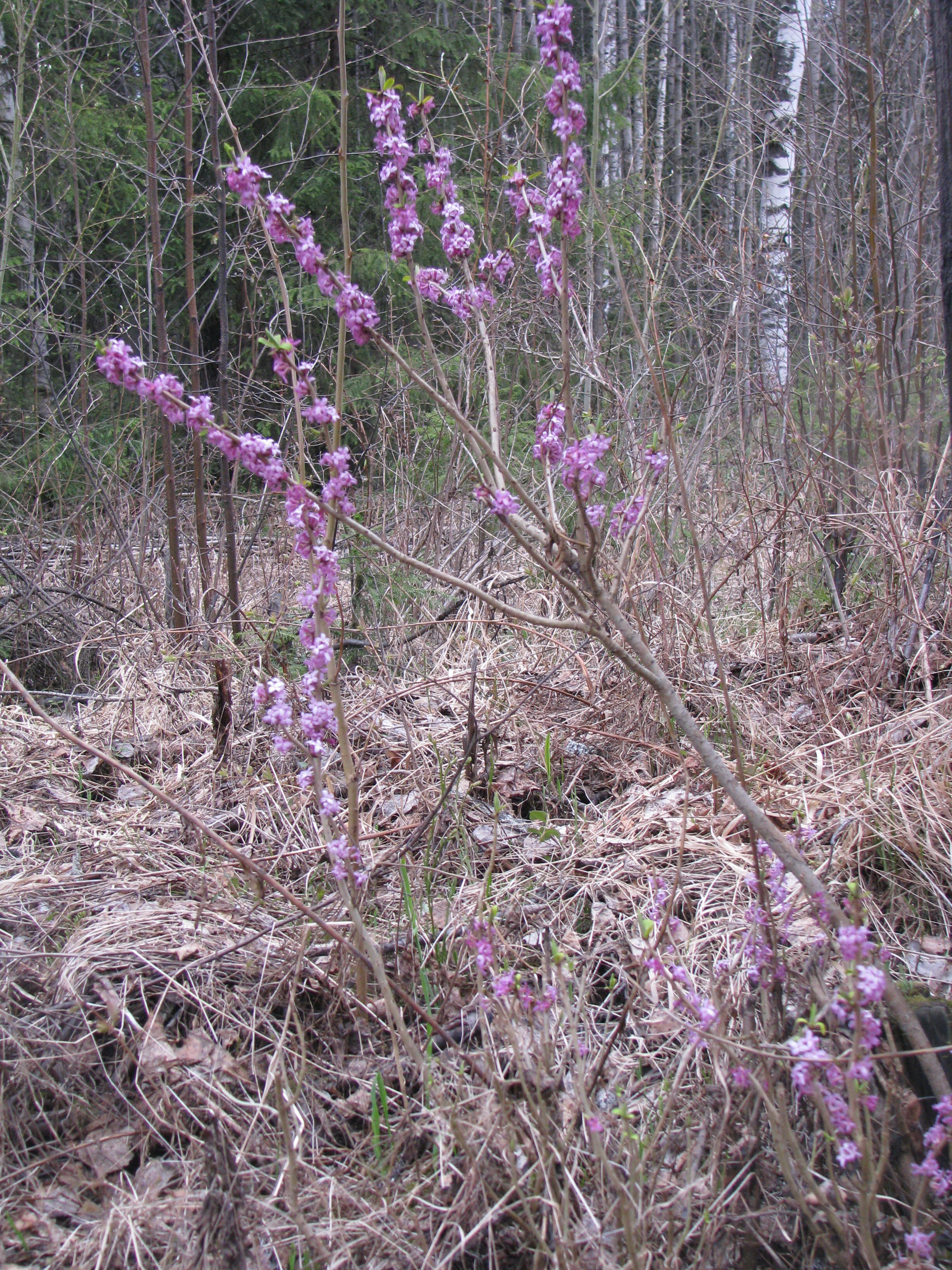
Virágzó farkasboroszlán Komiföldön

Közepes termetű (30–150 centiméter magas), ritkás ágú, lombhullató cserje. Ágai vesszőszerűek és igen hajlékonyak. A fiatal hajtások kérge sárgásbarna, finoman, bozontosan szőrös. Az ágak végén csomókba tömörült, fordított lándzsa alakú levelek 3-8 centiméter hosszúak és 1-2,5 centiméter szélesek, ülők, ép szélűek. Válluk ék alakba keskenyedik, színük felül élénk, de fénytelen zöld, fonákjuk szürkészöld.
Az erős illatú, bíbor, rózsaszínű vagy kárminpiros (ritkán fehér) virágai kettesével-hármasával az ágak felső részén, az előző évi lehullott lomblevelek hónaljában nyílnak. Az oldalra néző, kocsány nélküli virágcsomók megszakítás nélküli, füzérszerű virágzattá rendeződnek. A hosszú csövű, 4 cimpájú virágtakaró kizárólag sziromszerű csészelevelekből áll, a valódi sziromlevelek hiányoznak. A méhek számára a farkasboroszlán erősen illatozó virágai kora tavasszal az első, szívesen látott táplálékforrást nyújtják.
A borsó nagyságú, fénylő korallvörös álbogyótermések csoportosan ülnek a levélüstök alatt. A termés és a kéreg erősen mérgező alkaloidokat, diterpén-észtereket (mezerint és dafnint), továbbá flavonoidokat tartalmaz, a szájüregben és a torokban égető és kaparó érzést okoz. A madarak, különösen a billegetők és a rigók szívesen eszik a terméseket, így segítve a növény terjedését.

## Alfajok, változatok
- Daphne mezereum subsp. mezereum
- Daphne mezereum subsp. rechingeri (Wendelbo) Halda

## Életmódja, termőhelye
Lomblevelű és elegyes erdők, olykor szurdokerdők, erdőszélek, törpefenyvesek vagy folyók és patakok part menti növénytársulásai között él. Magyarországon bükkösök és gyertyánosok aljnövénye. Többnyire mély rétegű, kötött, de vízzel jól ellátott agyag- és vályogtalajokon fordul elő a síkságoktól (Őrség, Vendvidék) a magashegységekig (2000 méterig). Virágai már lombfakadás előtt, februártól áprilisig nyílnak.

## Felhasználása
A farkasboroszlán kérgének kivonatát a népi gyógyászatban régebben krónikus bőrbántalmak és reuma ellen használták, ám ez súlyos mérgezésekhez vezetett. Homeopátiás szerekben viszketéssel járó bőrbetegségek, például övsömör ellen alkalmazzák.

## Etimológia
A növény tudományos nevének generikus része Daphné görög nimfára, specifikus része a régi perzsa „mazeriyn” névre (etimológiája az „ölni” igére vezethető vissza) utal.

## Képek

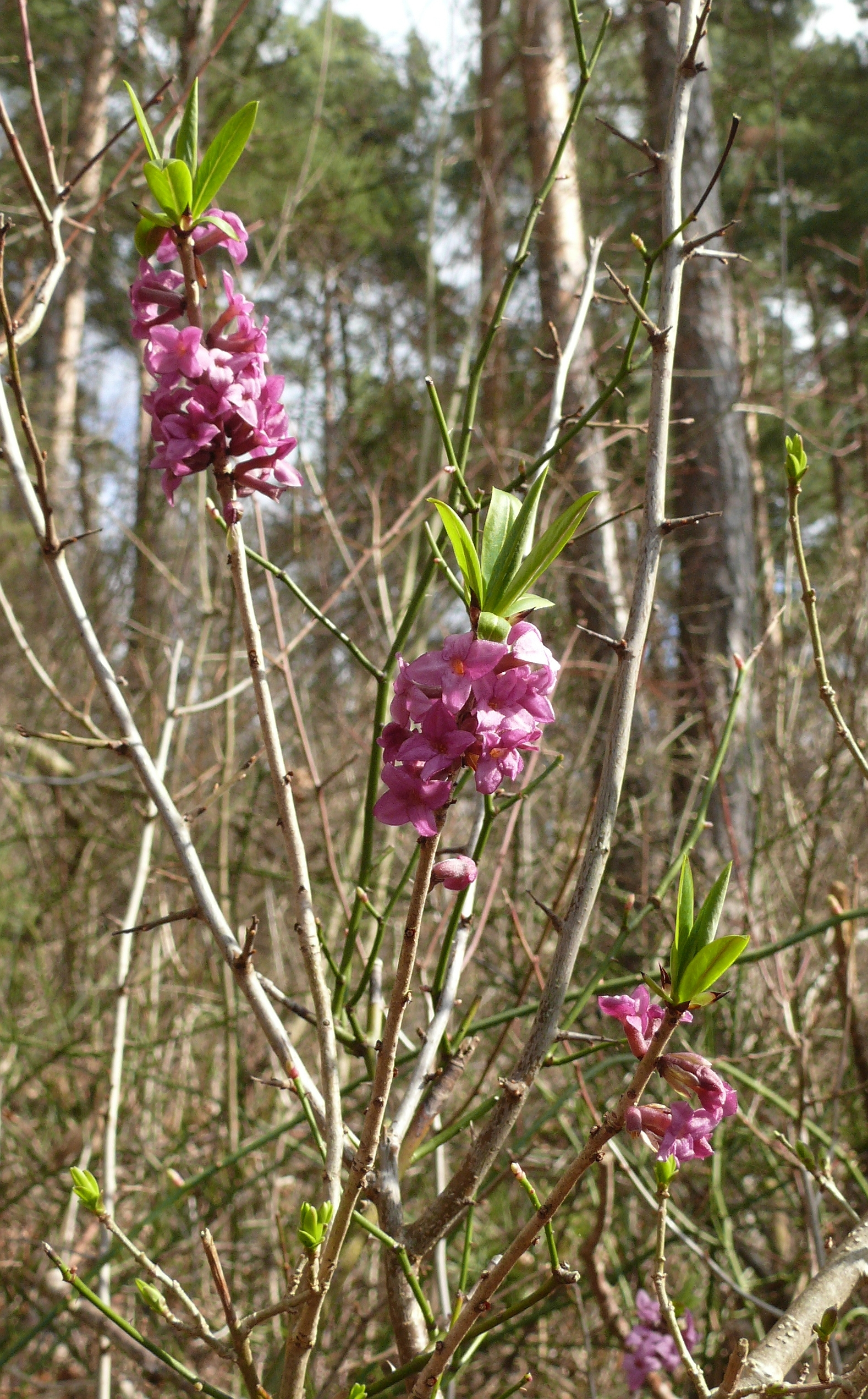
A növény
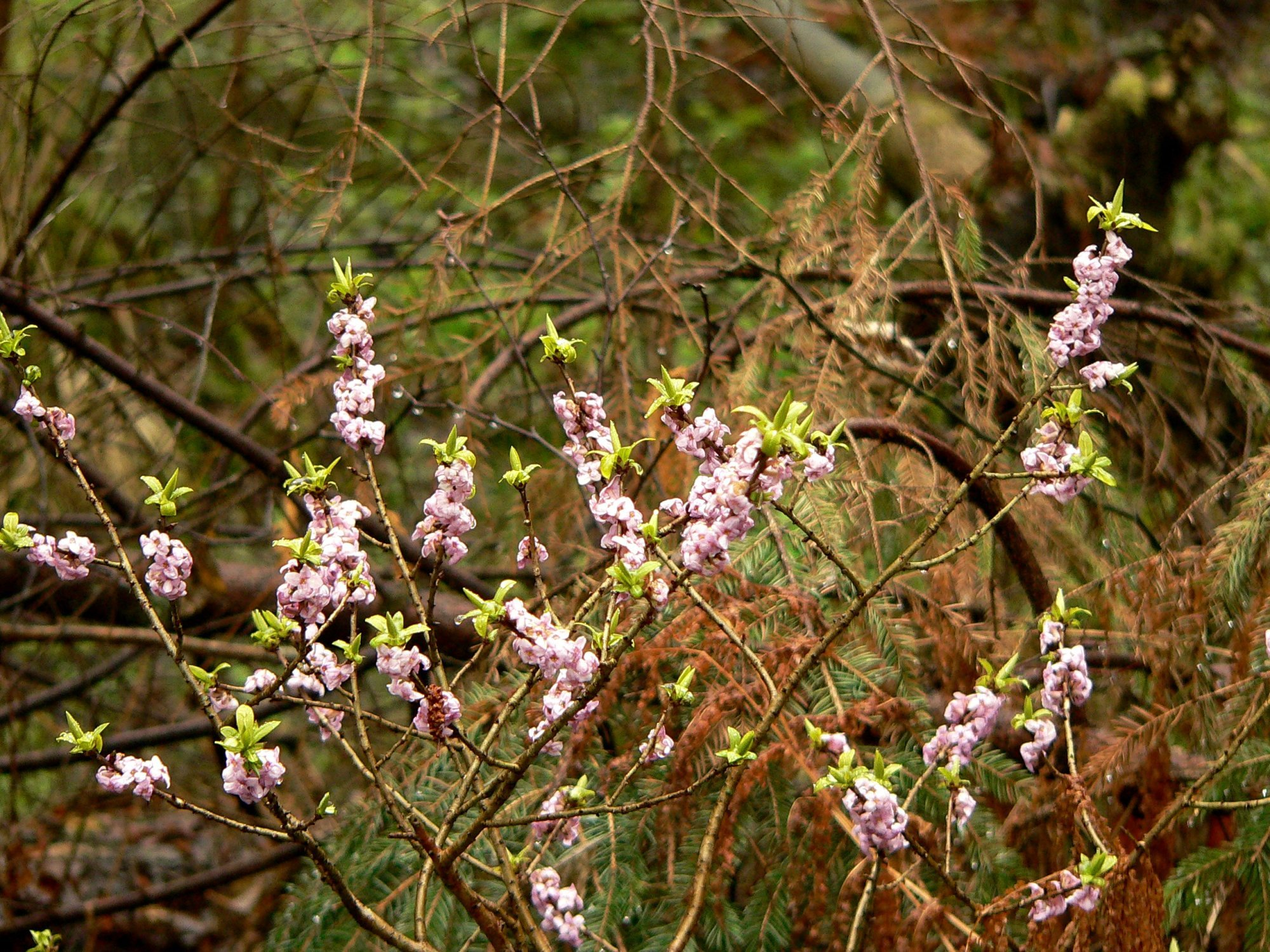
az
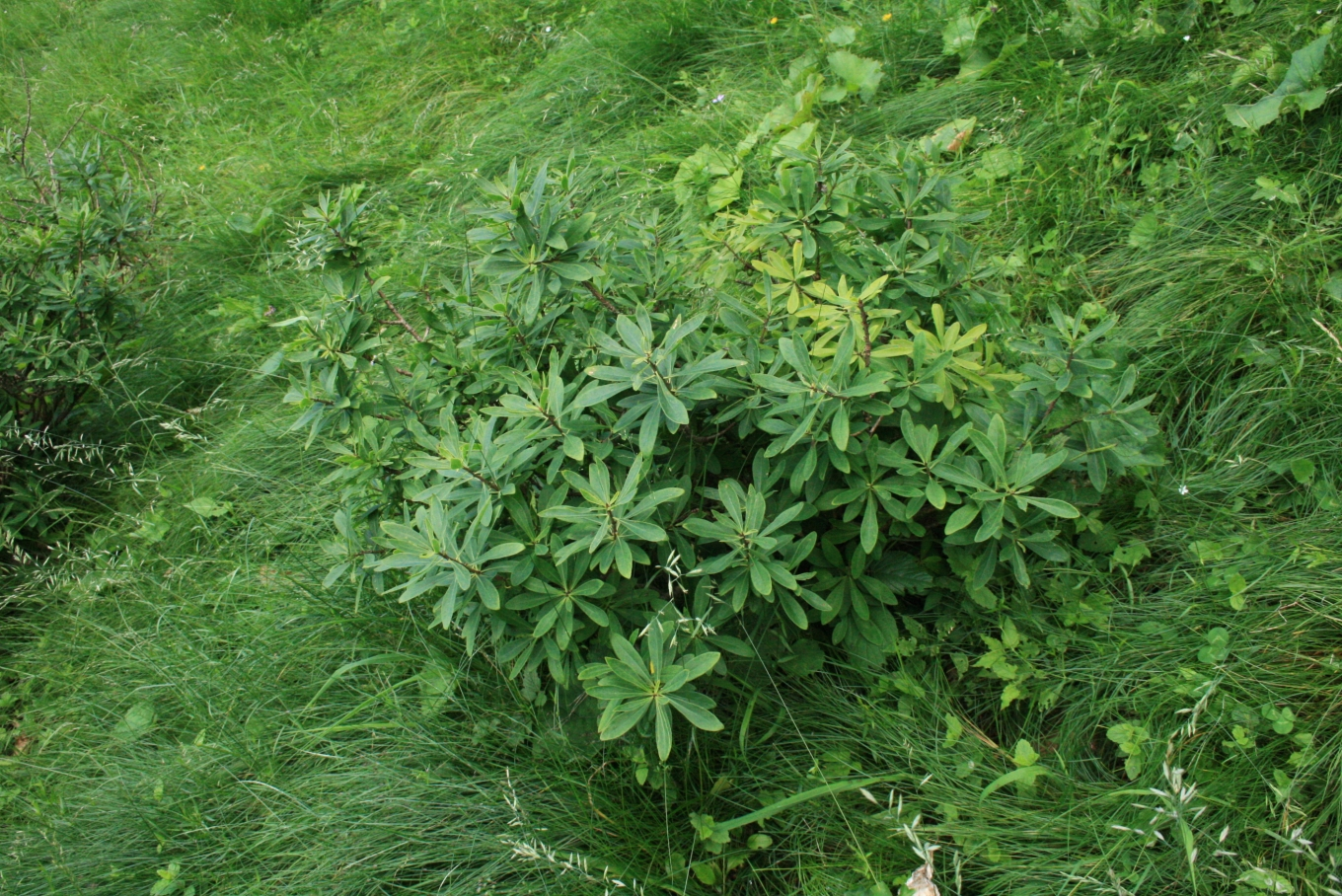
élőhelyén
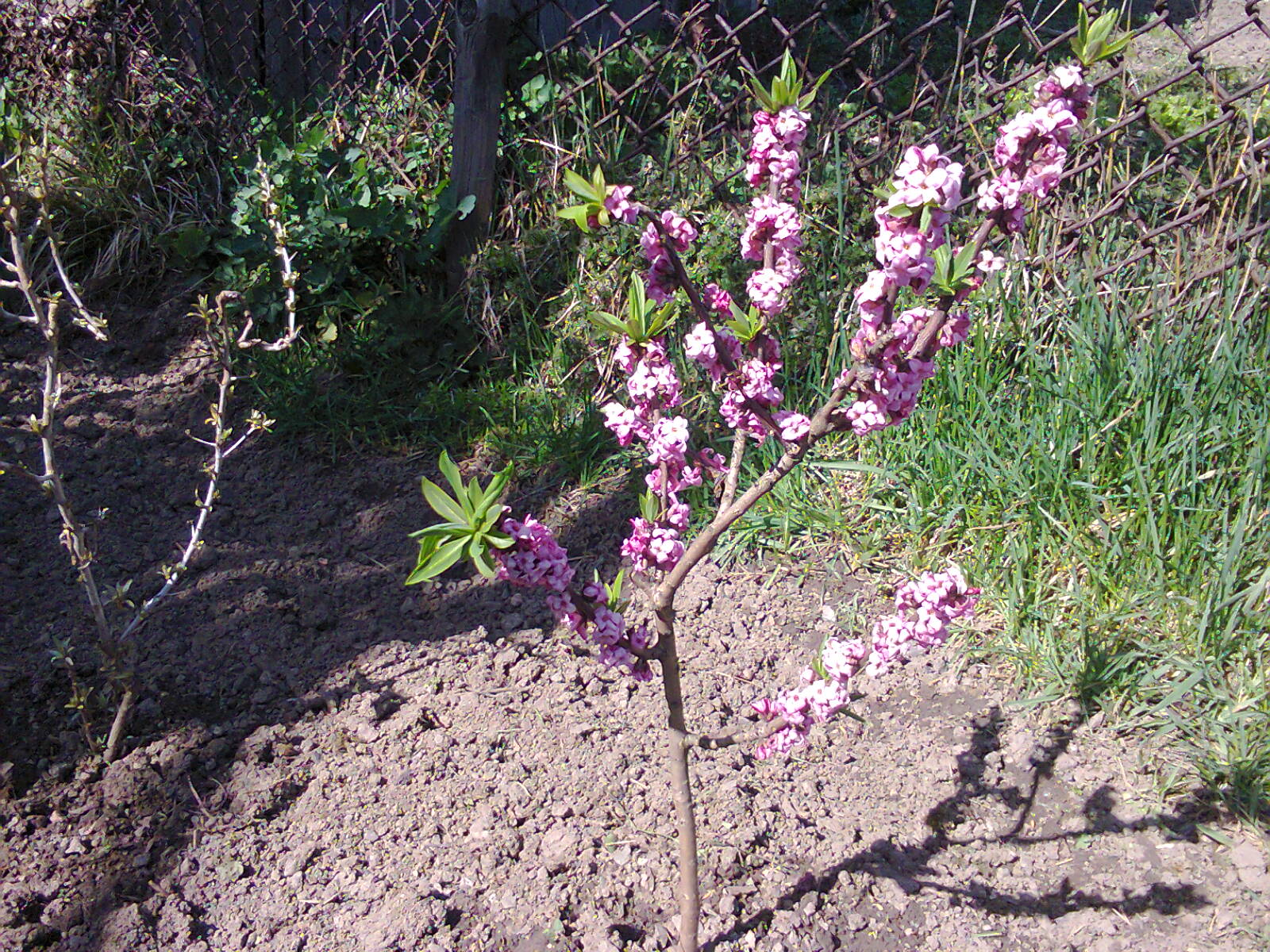
és nemcsak
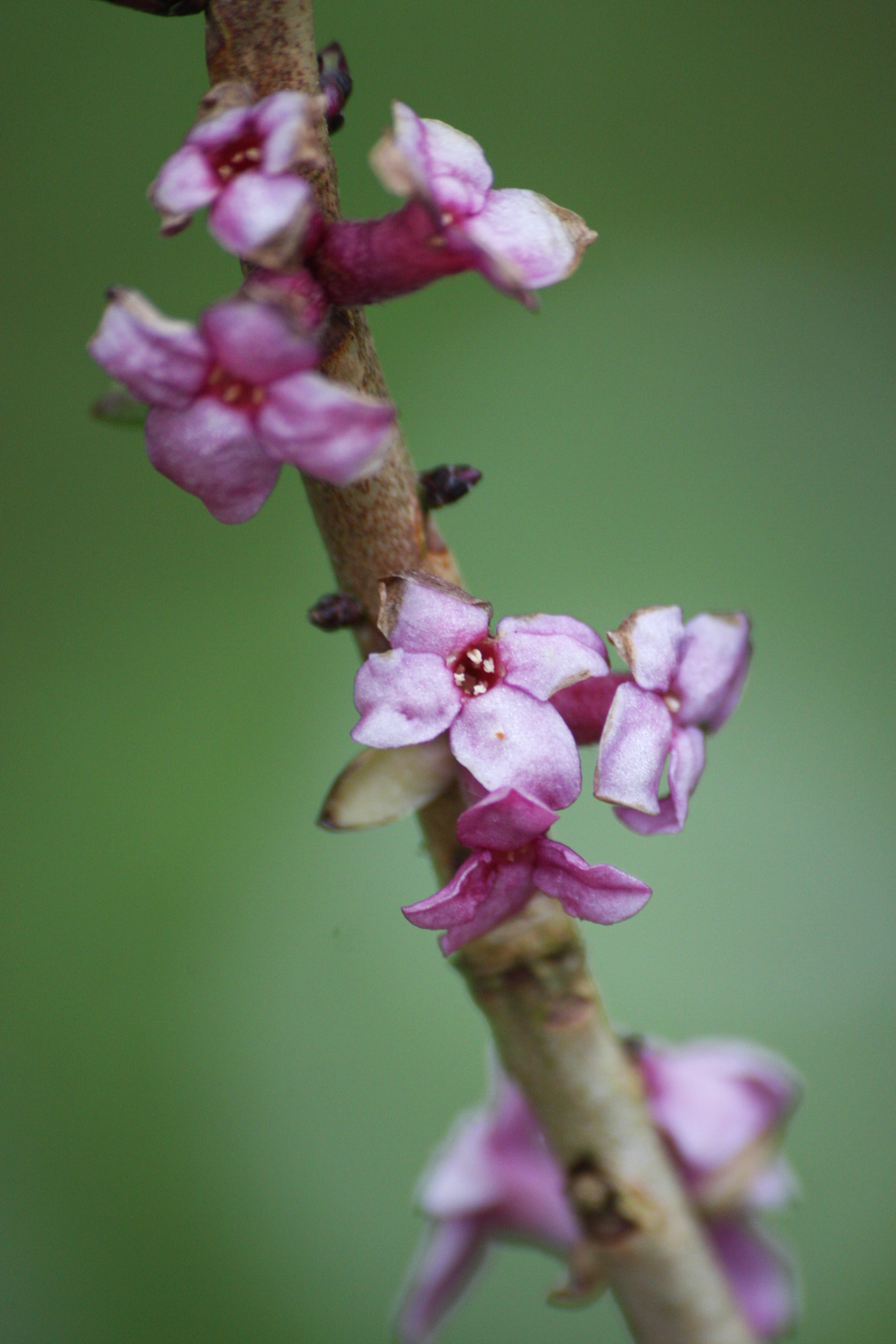
Virágai
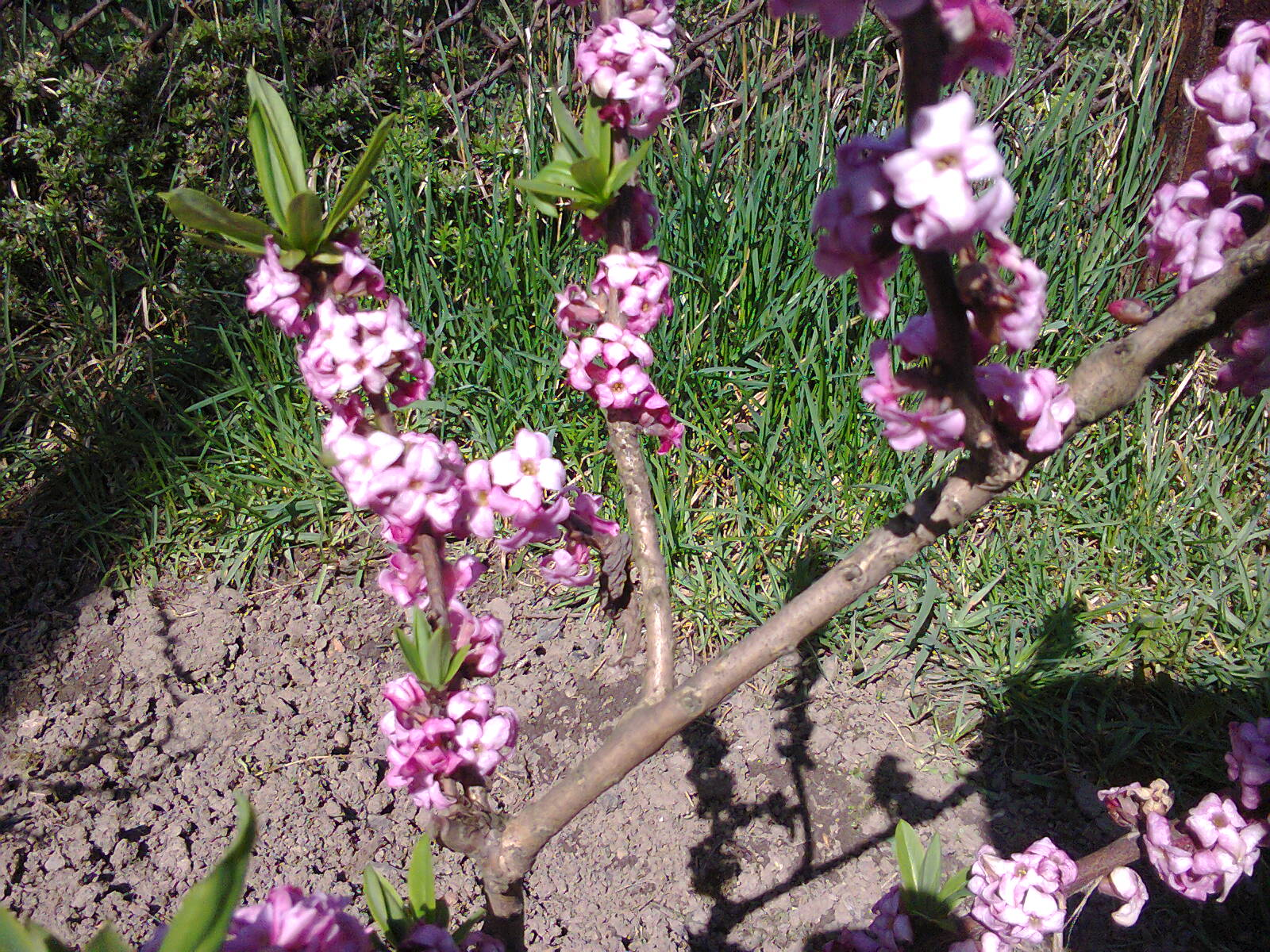
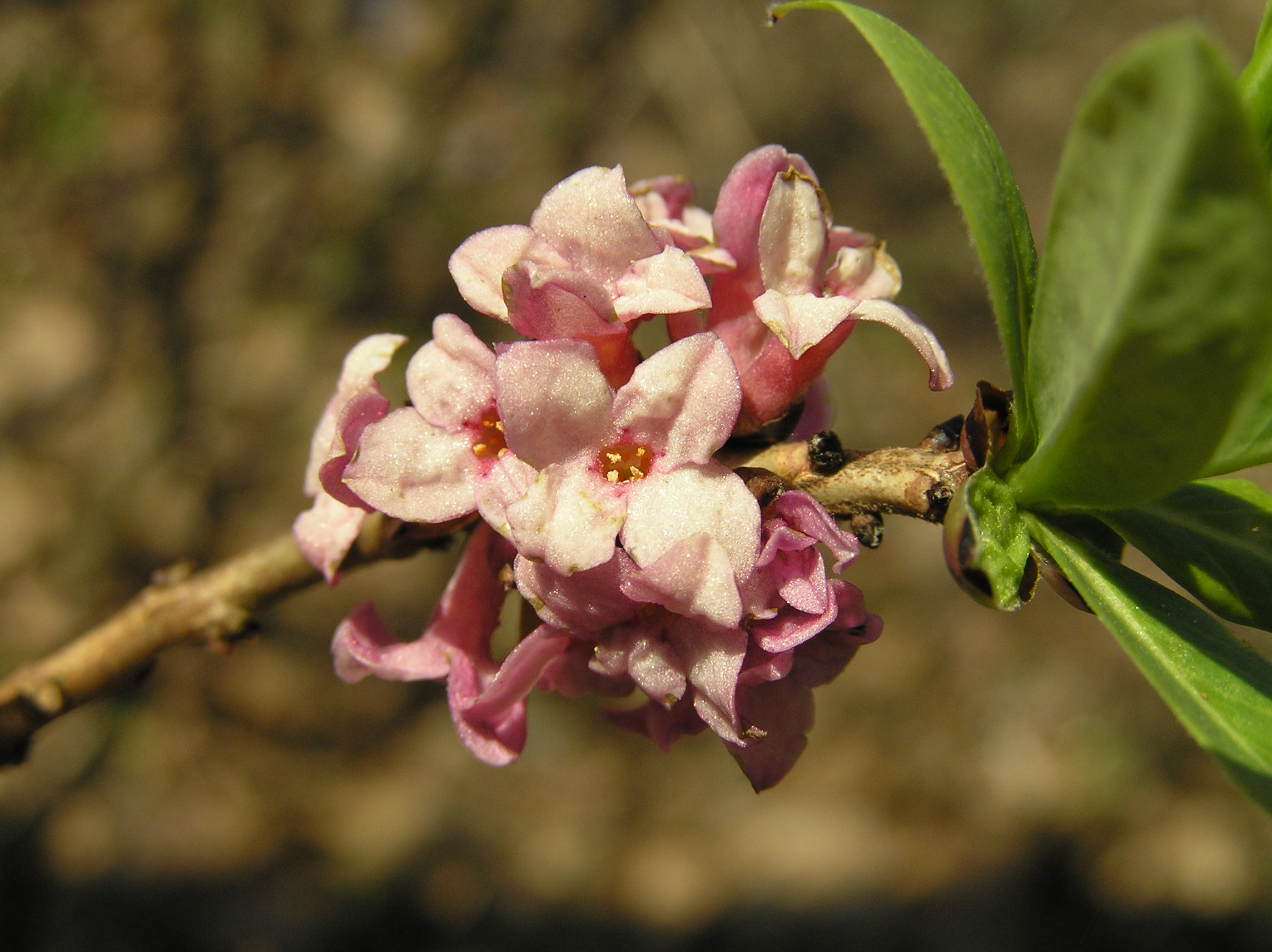
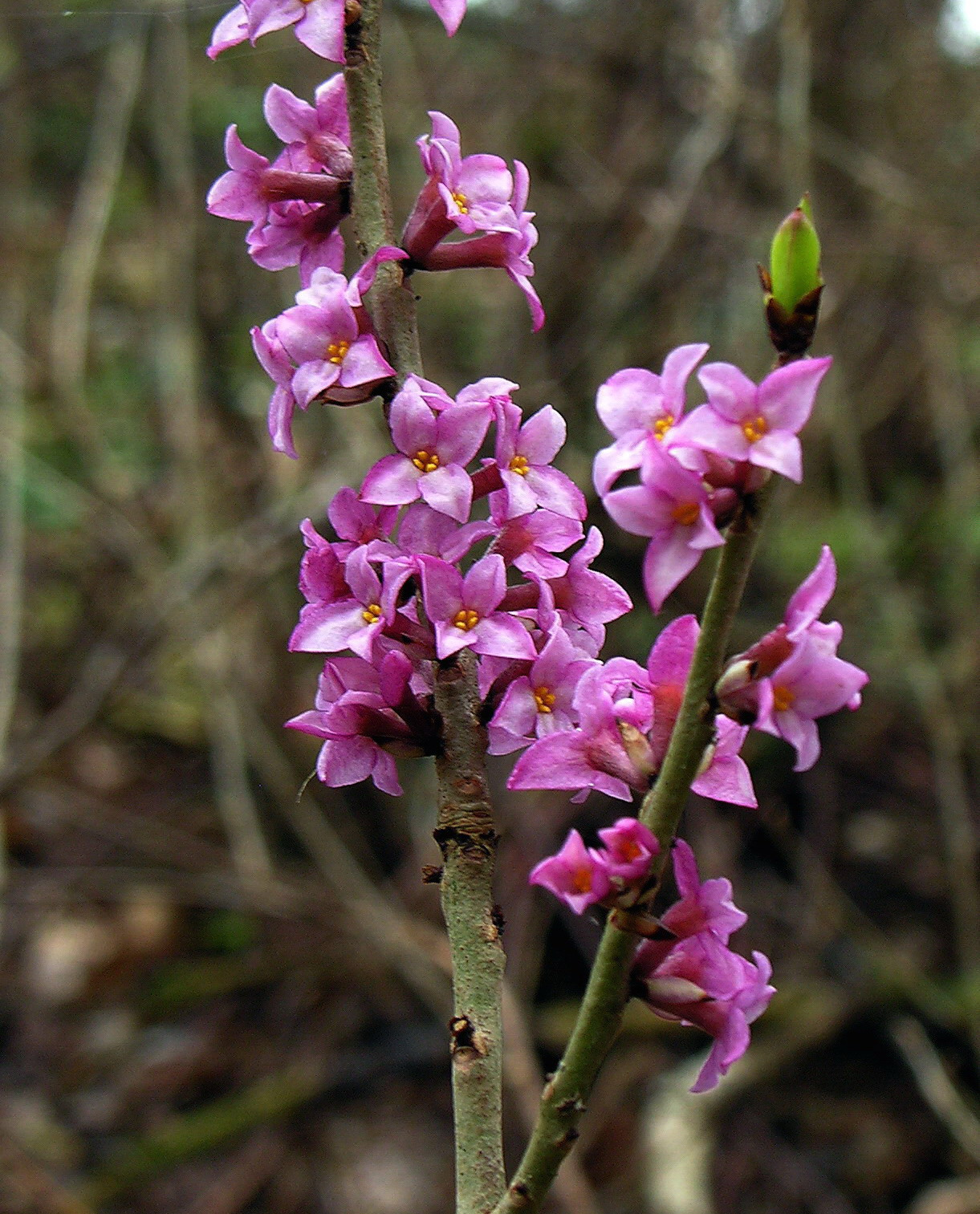
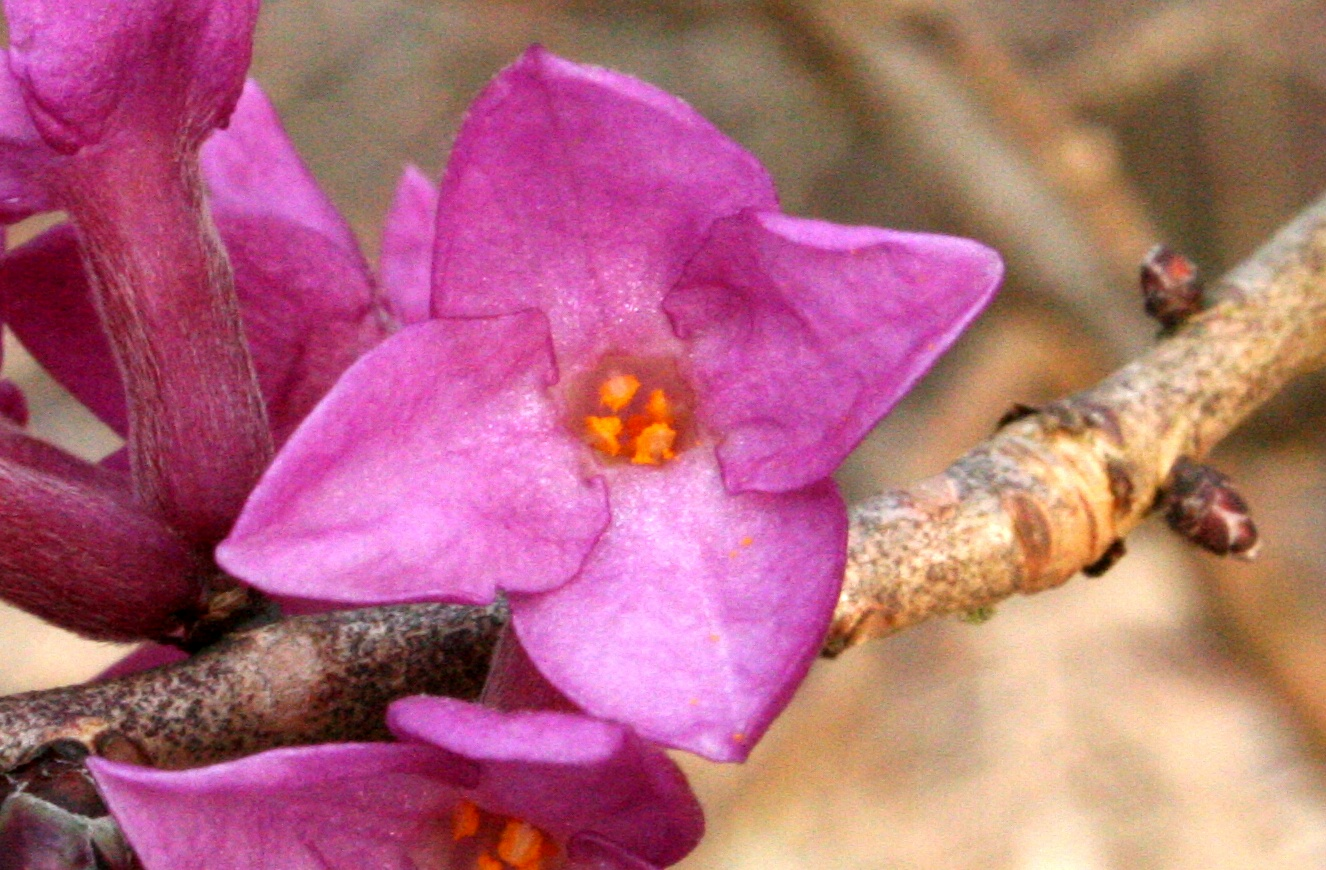
közelről
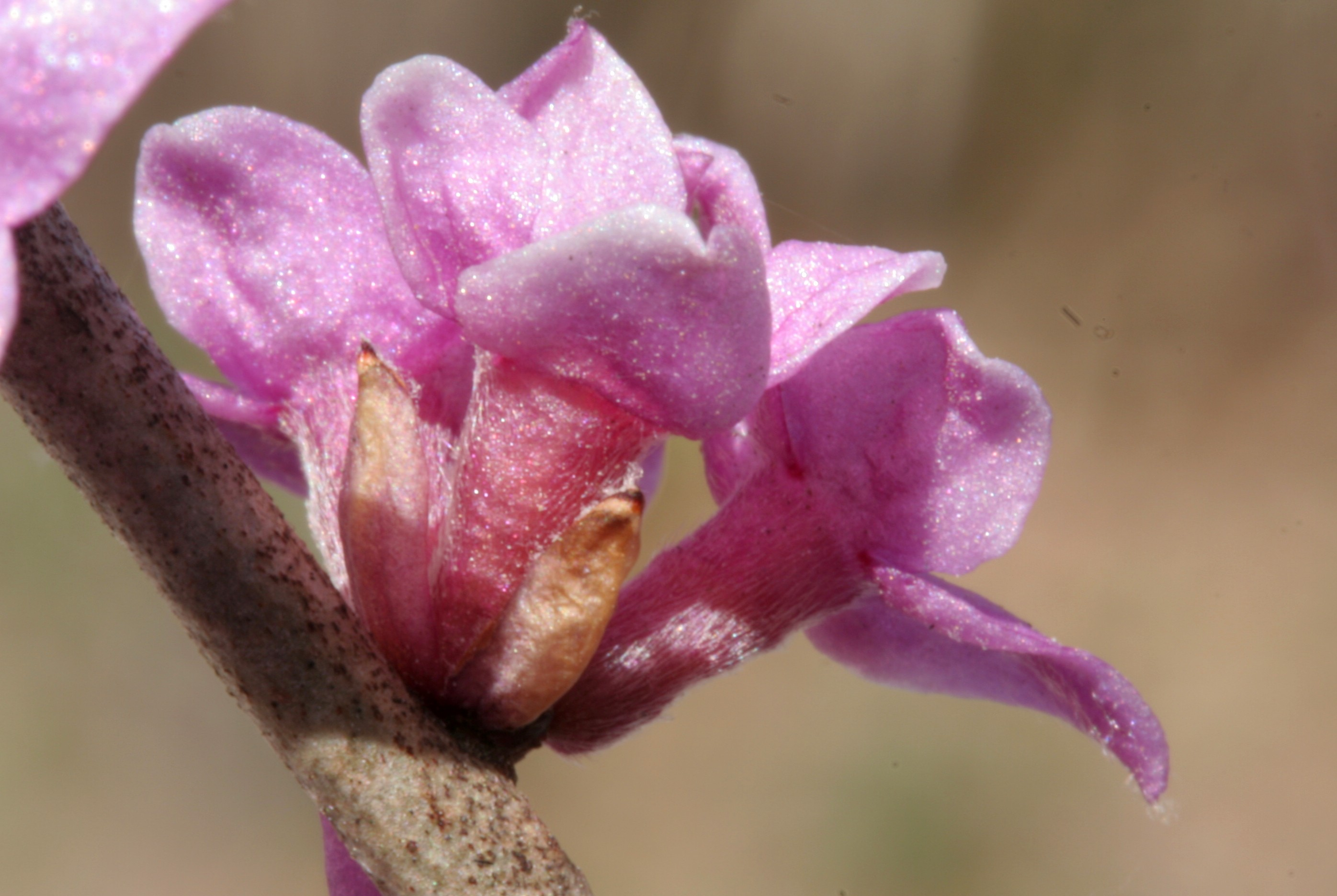
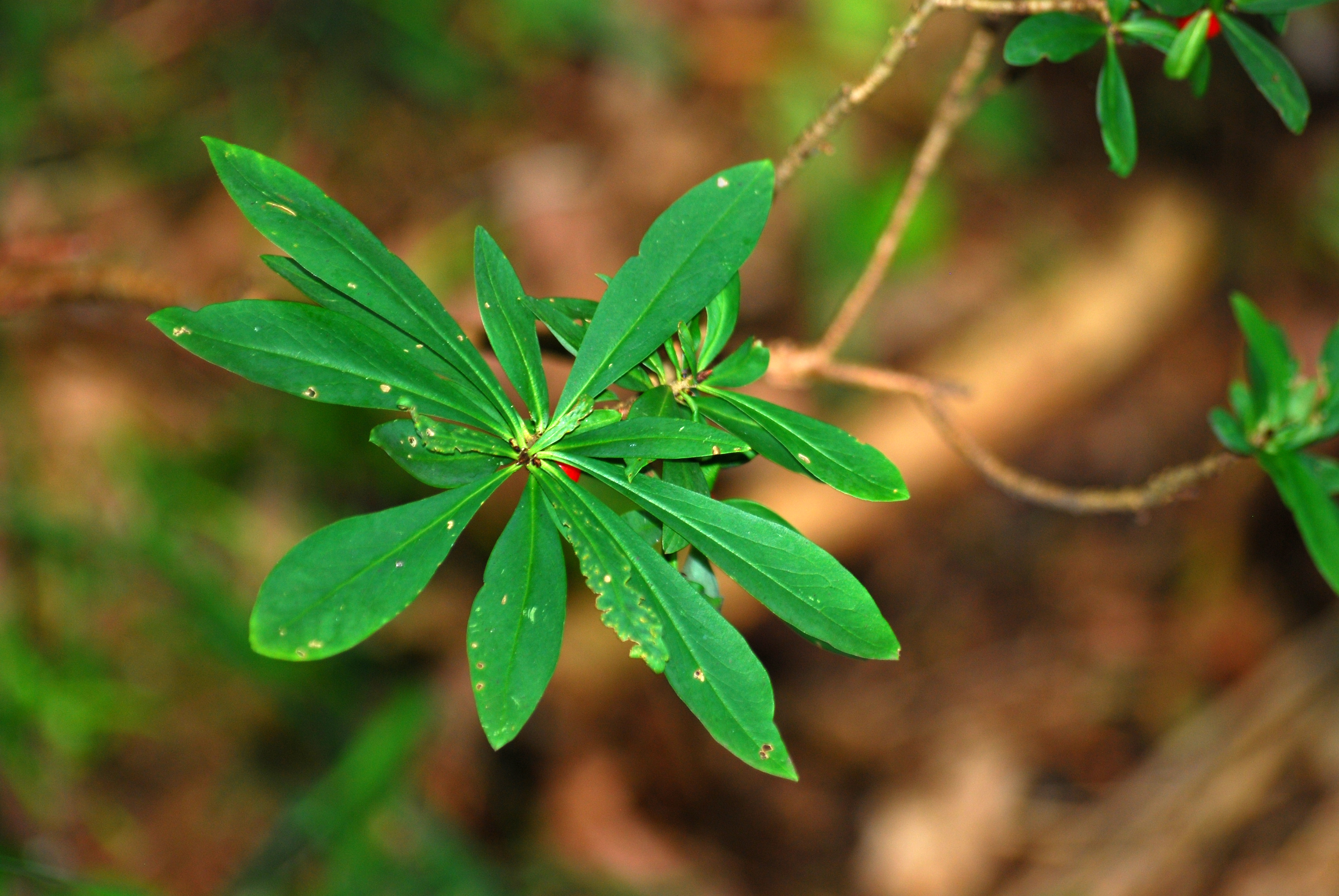
Levelei
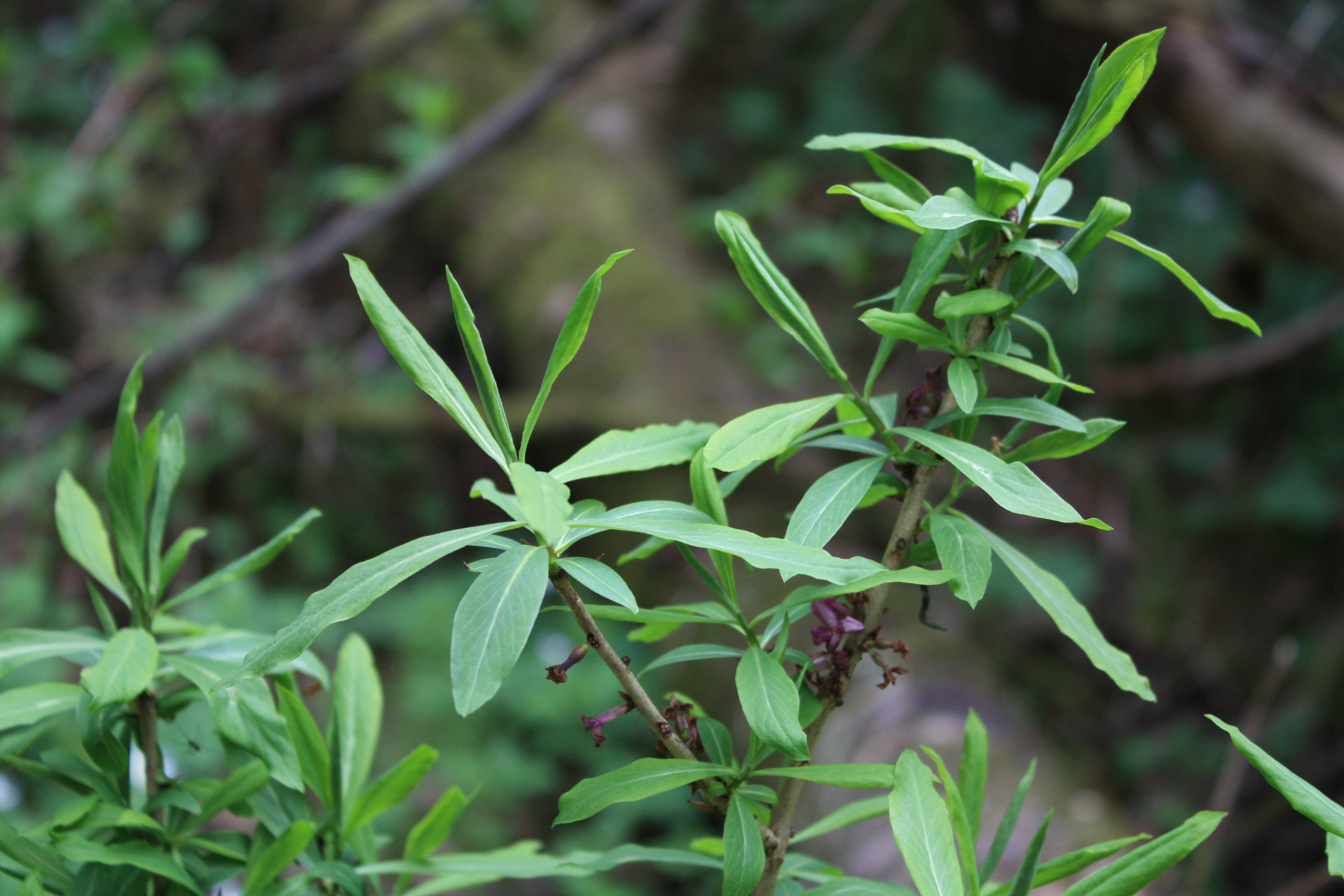
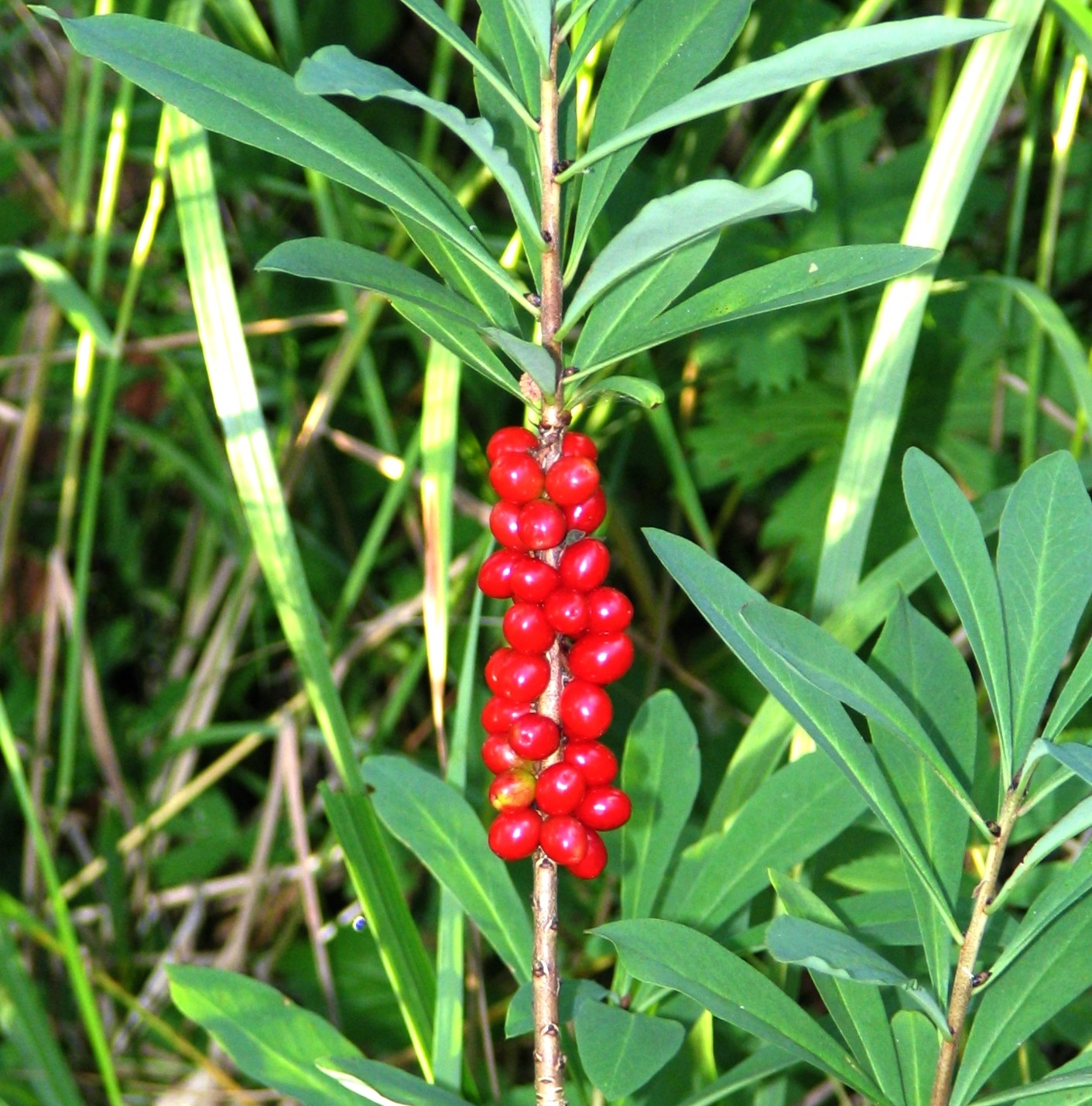
Termései
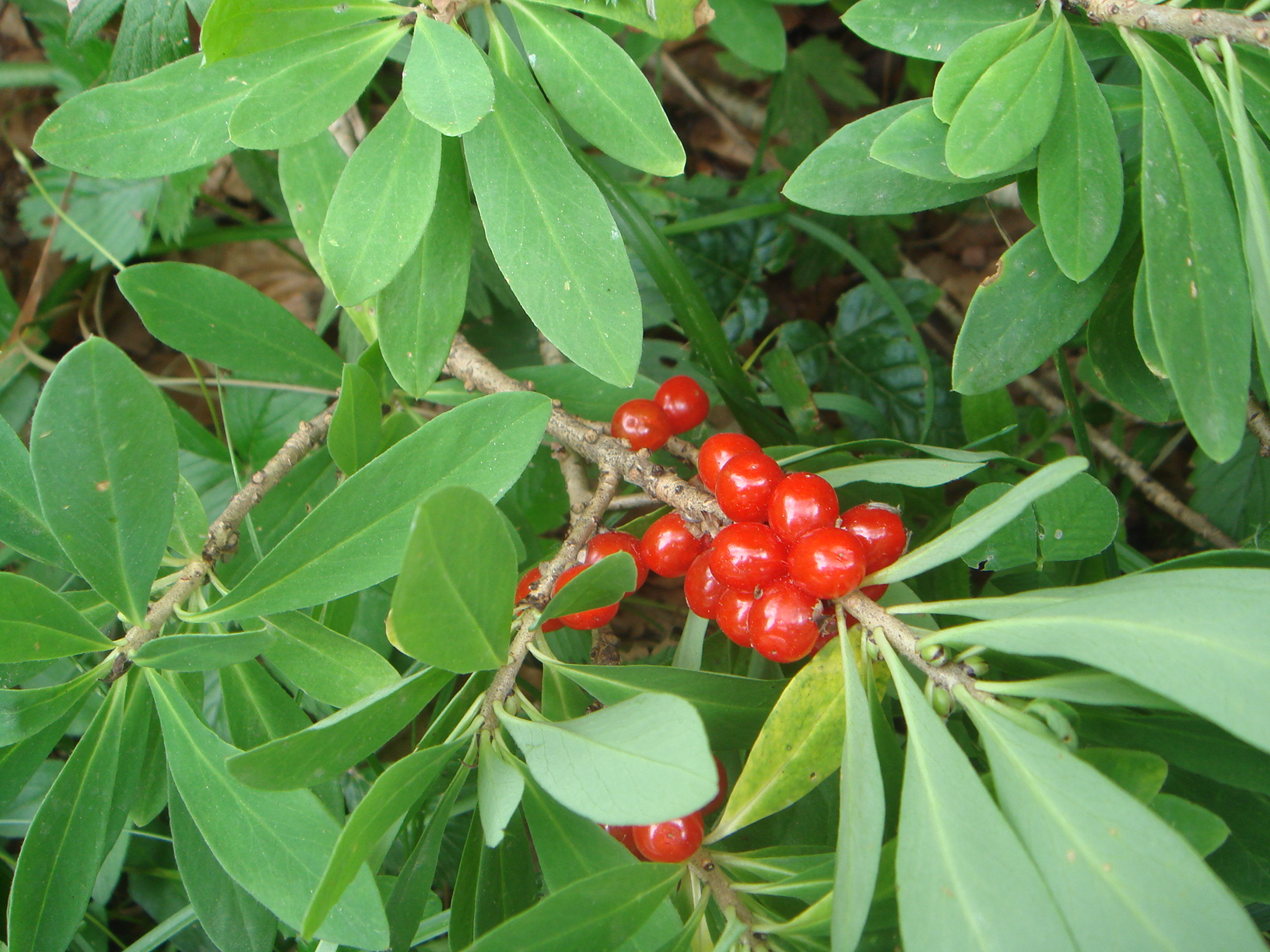
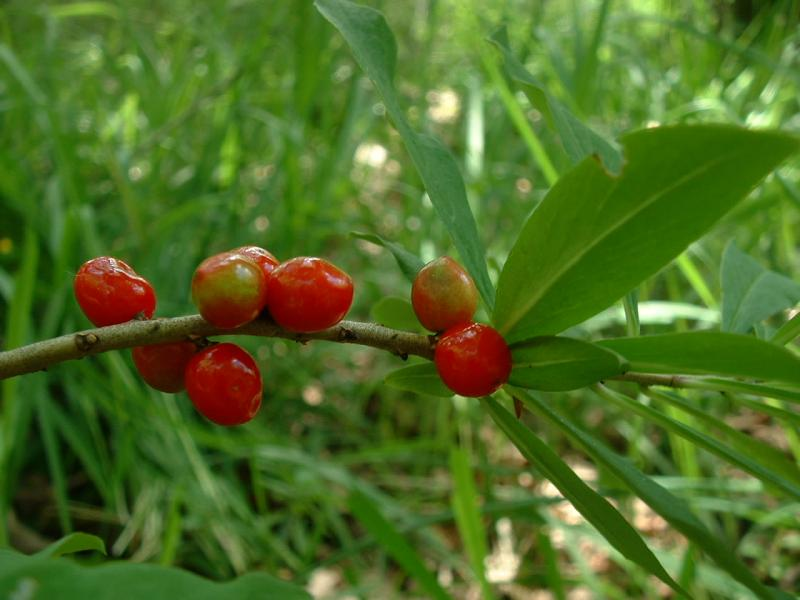
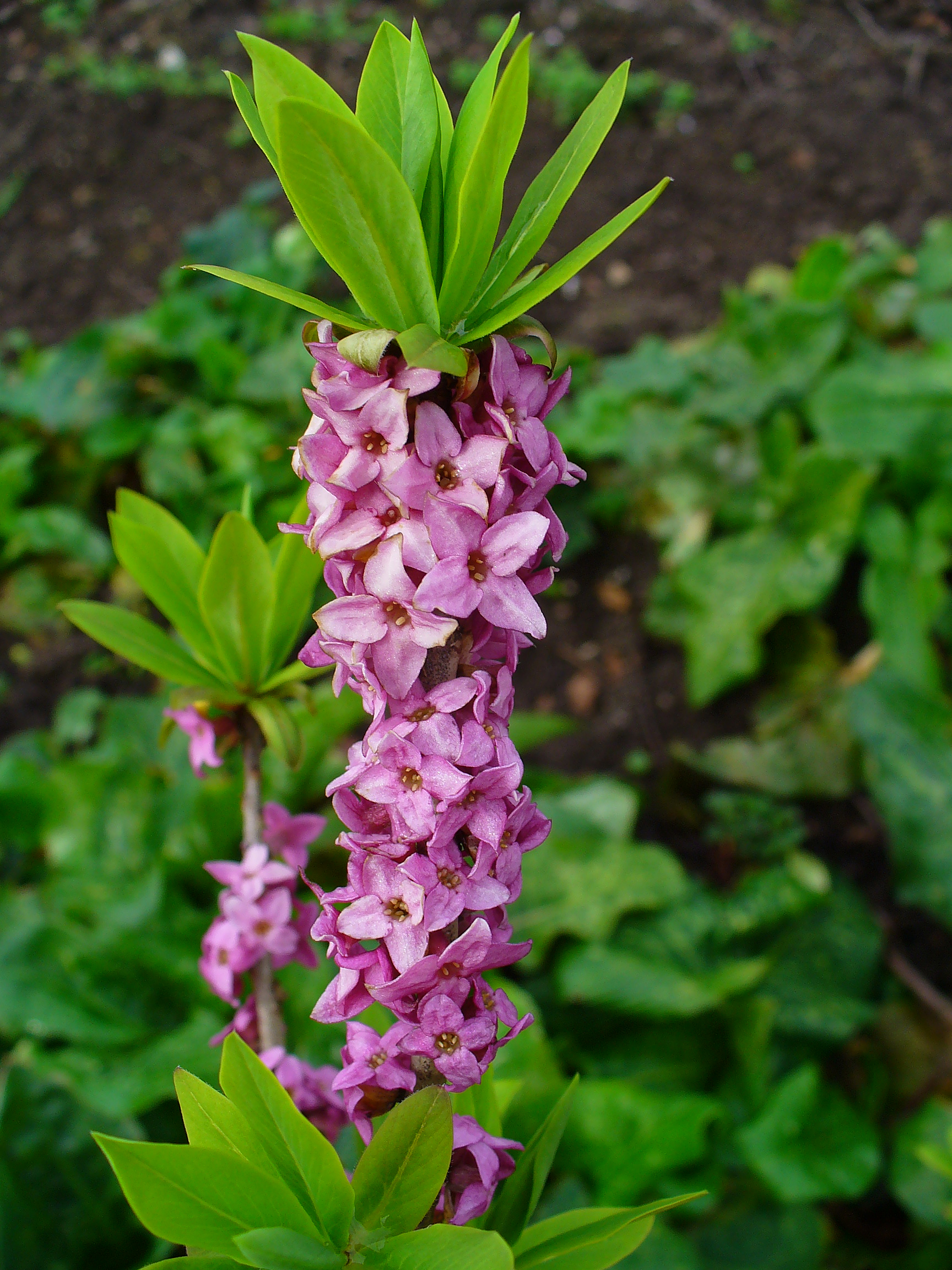
Termesztett
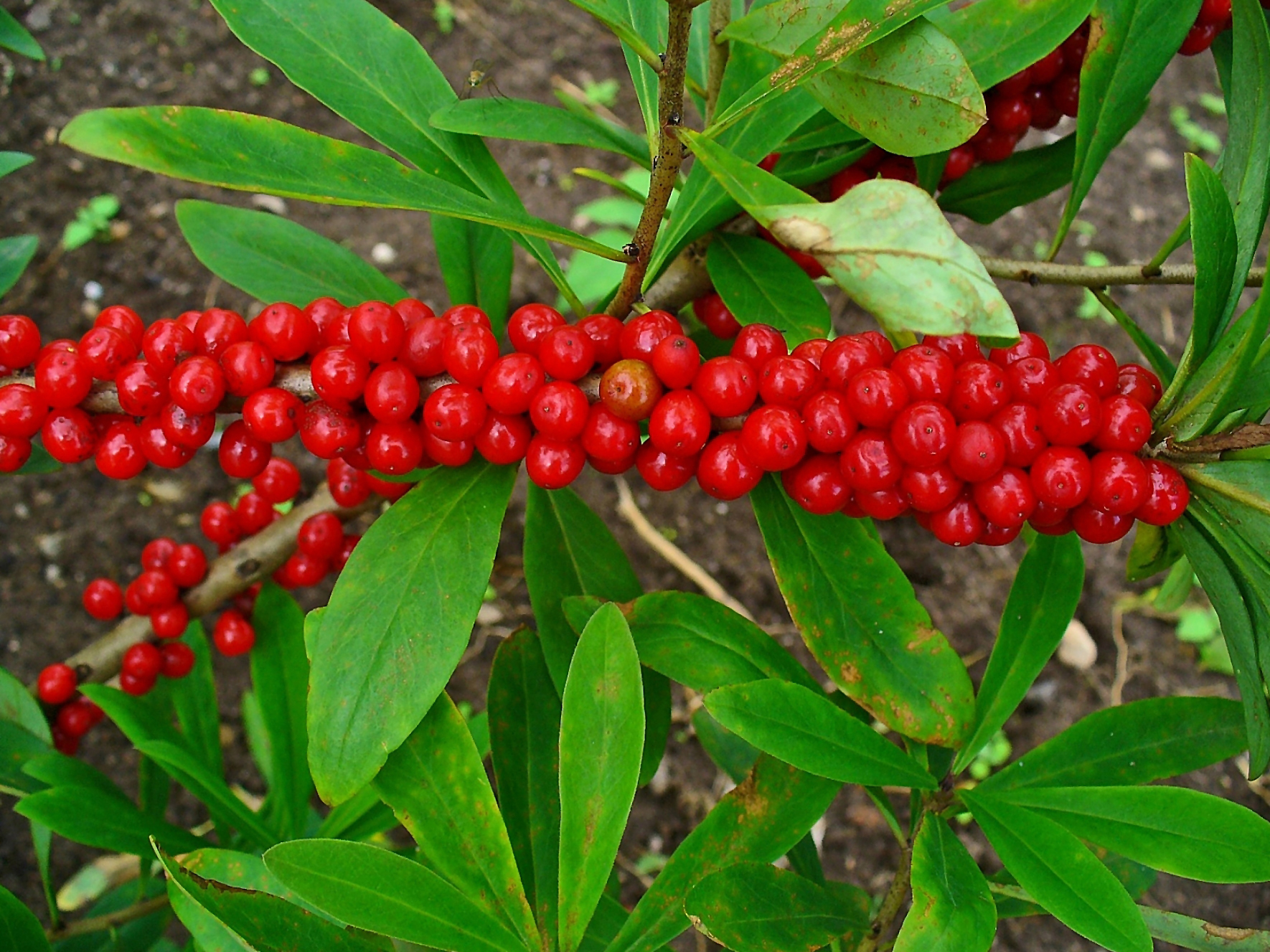
változatai
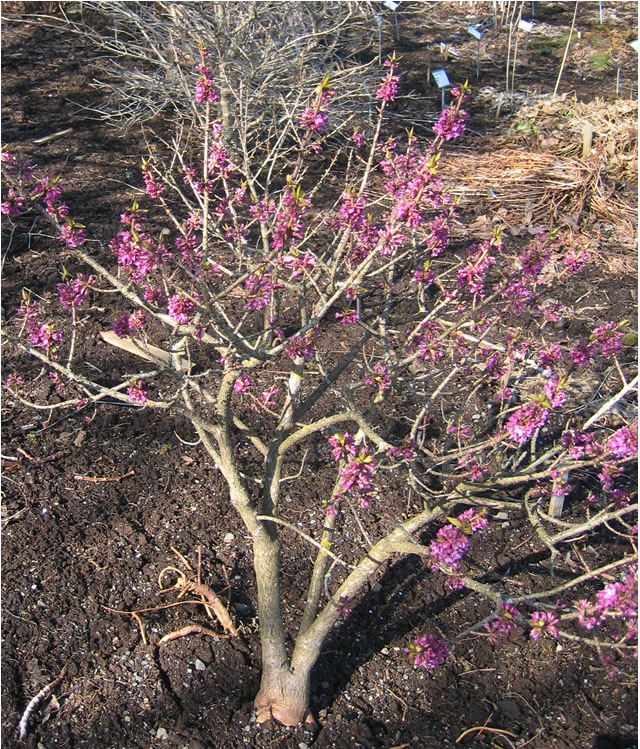
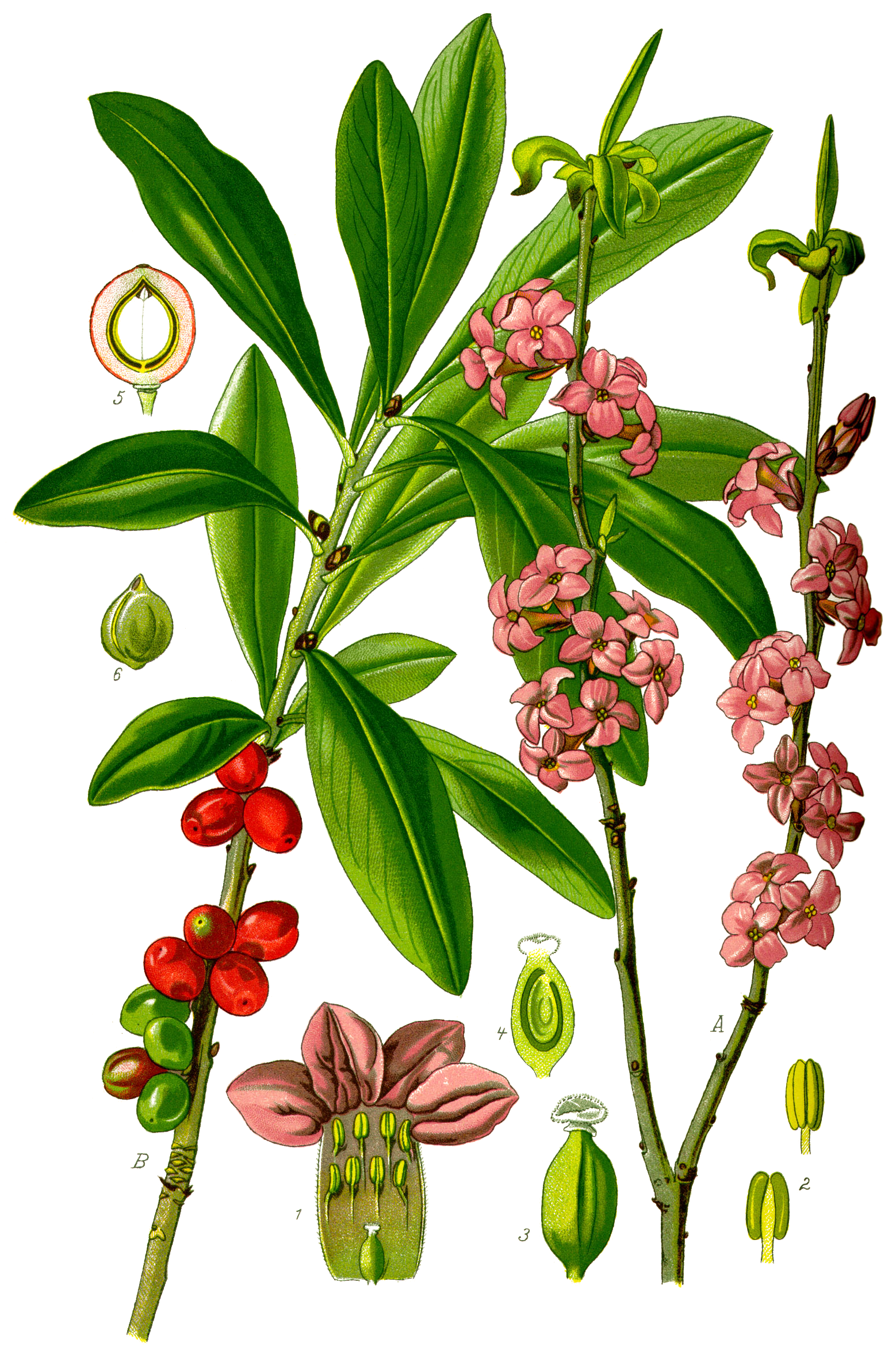
Rajzok a növényről
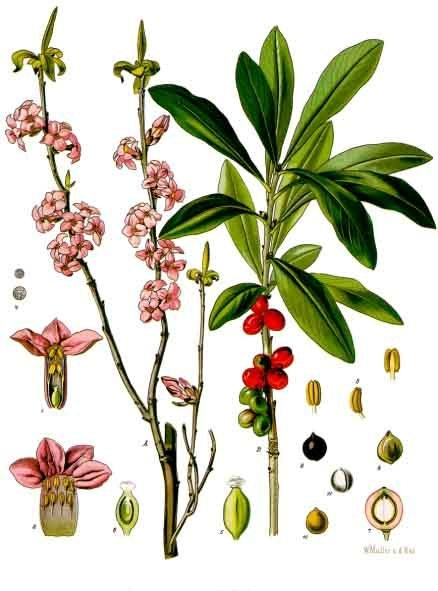